# 1978 Patrice
1978 Patrice (1971 LD) là một tiểu hành tinh vành đai chính.